# Minden rendben (Blahalouisiana-album)
A Minden rendben a Blahalouisiana 2019-ben megjelent harmadik stúdióalbuma. Az előző nagylemezhez hasonlóan szintén Ligeti György producerrel, viszont ezúttal Prágában, a Sono Records stúdióban rögzített lemez nyolc magyar és két angol nyelvű számot tartalmaz.

## Történet
Az előző, Alagutak, fények, nagymamád jegenyéi c. nagylemez után 2018. május 21-én a zenekar kiadta első soron következő, addig nem kiadott számát, a Nem vagyok egyedül-t, egy videóklippel párhuzamosan. Szeptember 12-én megjelent még a Nekem az nem elég, valamint 2019. május 31-én a Testemnek, ha engedem, szintén egy-egy videóklippel.
A zenekar a lemezt teljes egészében analóg eszközökkel, számítógépek közreműködése nélkül rögzítette 2019. április 28. és május 6. között. Jancsó Gábor basszusgitáros-dalszerző a Recorder.hu-nak a következőket mondta a lemezről:
„Úgy érzem, ez egy kompromisszummentes lemez lett, amelyre büszkék lehetünk. Talán ez a legjobb szó, hiszen egy albumot csak abbahagyni lehet, befejezni nem igazán… mindig elvehetnénk, beletehetnénk még egy vokált, gitárt, stb. De azt hiszem, összejött egy olyan anyag, amire büszkén mondjuk: ez a Blahalouisiana most. Ami talán újdonság volt, legalábbis nekem mindenképpen, az a zongorával való ismerkedésem, zongoratanulásom az elmúlt két évben: most már nem mindegyik dal gitáron született, éppen ezért nagyon izgalmas volt számomra a dalszerzési folyamat. Szaja [Szajkó András] szövegei is máshogy hatottak, a lemezírás folyamán érettebben gondolkoztunk. Ligeti Gyurival a közös és baráti összhang nem változott természetesen, ez most is briliánsan határozta meg a lemez alapszíneit, amelyeket egy kedves prágai úriember, Milan Cimfe hangmérnök tett teljessé.”
Az Engem is szélből font c. számról a zenekar énekes-frontembere, Schoblocher Barbara ezt mondta:
„Különleges érzés volt felénekelni ezt a dalt. Olyan érzelmi skálát élhettem át, ami addig ismeretlen volt a számomra. Bár falak választottak el minket a stúdióban, mind a hatan úgy lélegeztünk együtt, mint azelőtt soha. Azt hiszem, ebben a dalban hallható a leginkább az, ahogy összeértünk, nem csak zeneileg, hanem főként emberileg.”

## Az album dalai
Az összes szám szerzője Juhász Ádám, Mózner László, Schoblocher Barbara, Jancsó Gábor, Szajkó András és Pénzes Máté. 
| 1.    | Minden rendben        | 2:54 |
| 2.    | Testemnek ha engedem  | 3:25 |
| 3.    | Nekem az nem elég     | 3:17 |
| 4.    | Let them Slide Away   | 5:54 |
| 5.    | Innen szép a győzelem | 3:14 |
| 6.    | Pont ilyen házra      | 3:37 |
| 7.    | Engem is szélből font | 4:57 |
| 8.    | Nem vagyok egyedül    | 3:02 |
| 9.    | Sun in Francisco      | 3:44 |
| 10.   | Boldog itthon         | 6:15 |
| 40:24 |                       |      |

## Közreműködők

### Blahalouisiana
- Schoblocher Barbara – ének
- Jancsó Gábor – basszusgitár
- Mózner László – ritmusgitár
- Szajkó András – gitár
- Juhász Ádám – dobok
- Pénzes Máté – billentyűk

### Produkció
- Ligeti György – producer
- Milan Cimfe – hangmérnök[1]

## Külső hivatkozások
- A Blahalouisiana hivatalos Facebook oldala